# Silbo gomero

Isla de La Gomera.

El silbo gomero es un lenguaje silbado practicado por los habitantes de la isla de La Gomera, en Canarias, para comunicarse a través de barrancos y valles. El silbo transforma los sonidos vocalizados de cualquier lenguaje natural humano en silbidos tonales reconocibles a distancia. Tras la desaparición del idioma guanche originario, en la actualidad codifica habitualmente la lengua castellana. El silbo gomero permite intercambiar mensajes en una distancia de hasta cinco kilómetros. Los practicantes del silbo gomero usualmente son conocidos como silbadores.

## Historia
Se conoce muy poco sobre el idioma original guanche, pero se asume que su sistema fonético debe haber sido lo suficientemente simple como para permitir que el idioma silbado fuera eficiente. El silbo fue creado por los primeros habitantes de la isla, aborígenes canarios y también se utilizaba al menos en El Hierro, Tenerife y Gran Canaria. En el siglo XVI, tras la conquista de las Islas Canarias, los últimos gomeros prehispánicos adaptaron el silbo al idioma castellano, mientras la lengua original, el idioma guanche, se iba extinguiendo. Fue ampliamente utilizado en el período del siglo XVII. En 1976, el silbo apenas permanecía en el Hierro, donde había florecido a finales del siglo XIX.
La Gomera, segunda isla más pequeña, posee características físicas y geográficas que la distinguen de las demás islas, por lo que se puede llegar a entender el impacto del silbo en la isla y los factores que ayudaron a que fuera posible, como la orografía de la isla con las montañas y los barrancos. Su presencia en la isla, desde hace más de cuatro siglos, es estimulada por el ambiente rural, y se sigue manteniendo en todo su esplendor. Se han investigado muchos relatos de cronistas y antiguos historiadores, que nos demuestran que el silbo sí existía en época prehispánica, como una modalidad de la lengua indígena,  cuyo origen no está muy claro, aunque existen teorías de que puede estar en tribus del continente africano.
Es a mediados del siglo XX cuando se puede observar un claro descenso en el empleo de este lenguaje. Los factores que explican esta situación son económicos y tecnológicos. Por un lado, muchos hablantes del silbo gomero se vieron forzados a emigrar en busca de trabajo o mejores condiciones de vida. Por otro lado, el desarrollo tecnológico, como la aparición de los teléfonos, jugó un papel fundamental en la reducción de la utilidad del lenguaje. Su supervivencia en etapas anteriores se había basado en su papel para permitir la comunicación a pesar de la distancia. Es preciso destacar, que en el período 1960-1980, mucha gente abandonó la agricultura y la cada vez más amplia clase media, en muchas ocasiones no fomentaba la transmisión de este lenguaje, puesto que se asociaba negativamente con el campesinado rural.
En la década de 1990 comienza un esfuerzo de revitalización, así como iniciativas puestas en marcha por la propia comunidad. En 1999, la revitalización del silbo gomero fue un paso más allá con políticas educativas y otras medidas legislativas que fomentaban dicha revitalización. Actualmente tiene protección oficial como un ejemplo de patrimonio cultural intangible.
Debido al peligro de desaparición del silbo a principios del siglo XXI, básicamente a causa de las mejoras de las comunicaciones y especialmente de la desaparición de actividades como el pastoreo en las que más se empleaba, el Gobierno de Canarias reguló su aprendizaje en la escuela y declaró el silbo gomero como patrimonio etnográfico de Canarias en 1999. El 30 de septiembre de 2009, el silbo gomero fue inscrito por la Unesco en la Lista representativa del Patrimonio Cultural Inmaterial de la Humanidad, gracias en buena parte a la labor realizada por el gobierno canario. Isidro Ortiz Mendoza y Lino Rodríguez Martín han impartido clases de silbo en colegios de la isla.

## Silbadores
Como ha sido señalado en el informe de la UNESCO del año 2009, una gran mayoría de las personas viviendo en la isla de La Gomera entienden el lenguaje, pero únicamente aquellos nacidos antes de 1950 y las generaciones más jóvenes que han asistido al colegio a partir de 1999 pueden usar fluidamente este código. Esto se debe a que aquellos nacidos antes de 1950 aprendieron el silbo a través de los mayores en casa, mientras que los más jóvenes que han asistido al colegio a partir de 1999 lo aprendieron formalmente en el colegio. Aquellos nacidos entre 1950 y 1980 entienden el silbo, pero son incapaces de usarlo, puesto que el lenguaje era poco usado y tenía incluso connotaciones negativas. En algunas zonas de la isla se mantiene el silbo, como en Igualero o El Cercado, donde es habitual utilizarlo para avisar a los vecinos o dar órdenes a los perros encargados del ganado. El silbo siempre se ha empleado para las grandes distancias, para evitar gritar y los desplazamientos, como un medio de comunicación para la vida diaria.

## Revitalización
Cuando este medio de comunicación peligró a finales del siglo XX, se generaron esfuerzos de revitalización lingüística, tanto a nivel de comunidad, como a nivel gubernamental. Una combinación de iniciativas de la comunidad gomera y políticas implementadas por las autoridades han propiciado la revitalización y mantenimiento de este patrimonio cultural. Los esfuerzos de revitalización han sido bien documentados por la UNESCO como parte de los procedimientos para su selección como parte de la Lista Representativa del Patrimonio Cultural Inmaterial de la Humanidad en el año 2009. La revitalización de este fenómeno vivo fue necesaria por el descenso del número de silbadores en la isla de la Gomera, en gran parte provocado por las emigraciones que se han producido en la actualidad, de manera que el silbo gomero se encuentra en una situación más decadente. Sin embargo, este patrimonio de gran valor cuenta con un importante apoyo en las zonas rurales, ya que sigue existiendo una tradición oral que se transmite de generación en generación, y se sigue necesitando al silbo gomero en la vida diaria de los pueblos. Además, el apoyo que recibe por la gran cantidad de publicaciones, exhibiciones, películas, concursos e investigaciones que se están publicando en la actualidad, son una muestra de la importancia de este fenómeno.

### Iniciativas comunitarias
Con el objetivo de preservar el silbo gomero para la juventud de la isla, los silbadores expertos persiguen obtener una autorización que les permita enseñar el lenguaje de manera libre y voluntaria en un centro dedicado para ello. Esta iniciativa de los isleños más mayores ha obtenido numerosas respuestas, desde las asociaciones de padres y madres hasta los propios colegios.
Las primeras de muchas medidas de revitalización fueron adoptadas a nivel de base, no a partir de entidades públicas o privadas, lo cual refleja la actitud de los gomeros hacia el silbo. Las políticas educativas que fueron implementadas más tardíamente fueron inspiradas por ellas. La revitalización empezó a través de los niveles de base y escaló hacia los cuerpos gubernamentales más elevados.

### Políticas gubernamentales
El 26 de junio de 1997, el Parlamento de Canarias aprobó la inclusión del silbo gomero como parte del currículo escolar. El silbo gomero entonces se convirtió en un asignatura obligatoria en primaria y secundaria a partir de julio de 1999. 
Además, se creó en la isla una Escuela del Silbo Gomero para estudiantes de niveles post-obligatorios que quisieran continuar con el aprendizaje del silbo hasta convertirse en instructores profesionales acreditados. El objetivo de esta escuela es que sus estudiantes sean capaces de enseñar el silbo a los habitantes de La Gomera, pero también a los turistas, y contribuir así a la revitalización.
Del mismo modo, se pretende fortalecer el silbo gomero a través de un proyecto para digitalizar todos los materiales de audio. También se han realizado documentales para su distribución local, nacional e incluso global.

## Características
Según diferentes estudios, el silbo gomero cuenta con escasos elementos, entre ellos dos vocales, grave y aguda (que algunas veces se diversifica en cuatro, que de la más aguda a más grave, son /i/, /e/, /a/, y /o, u/), y entre cuatro consonantes: grave continua, grave interrupta, aguda continua y aguda interrupta, en las que los fonemas que se confunden son, respectivamente, /m, b, f, g, h/, /p, k/, /n, ñ, y, l, r, d/, y /t, t͡ʃ, s/. El lenguaje es una forma silbada del dialecto gomero del español. No es el único lenguaje en el que se utiliza el silbo, pues existen muchos más, pero es uno de los más estudiados por los investigadores. El silbo sustituye cada vocal o consonante por un sonido silbado. Los silbidos se distinguen en función del tono y la continuidad. 
El silbo gomero es un idioma complicado de aprender, con sus técnicas de silbido que requieren precisión física, y una fortaleza de las partes del cuerpo utilizadas, lo cual solo se puede adquirir con la práctica. El silbo utiliza la lengua, los labios y las manos, lo cual difiere del lenguaje convencional, que utiliza la cavidad bucal para emitir las frecuencias acústicas. La precisión física radica en la habilidad del silbador de variar las frecuencias en diferentes velocidades y en comenzar y parar la producción de ondas de sonido. Los métodos para enseñar estas técnicas no han cambiado sustancialmente desde el siglo XIX. Un mismo tono puede representar varios sonidos, por lo que tiene muchos menos fonemas que el español. Esto significa que la comunicación a través del silbo puede ser ambigua. El contexto y la elección ajustada de palabras son elementos importantes para una comunicación efectiva.

## Investigación
Según los estudios de Ramón Trujillo Carreño, catedrático de Gramática General en la Universidad de la Laguna, el lenguaje silbado emplea seis sonidos, dos de ellos denominados como vocales y los otros cuatro como consonantes, y se pueden expresar más de 4.000 conceptos (palabras). Según otras investigaciones como las de Clase (1957) en producción, de Meyer, Meunier, Dentel (2007) en percepción, y de Díaz Reyes (2008) en la conjunción de ambas, los silbadores y también los no silbadores identifican claramente las cuatro vocales silbadas distintivas /i/, /e/, /a/, /o/, aunque Carreño justifique esta distinción como fruto de la articulación aislada de éstas, por lo que, funcionalmente, sean idénticas. No se diferencia por tanto /o/ de /u/ en silbo gomero, de hecho ya se confunden mucho en la forma de hablar el castellano en la Gomera. Como ocurre en otras formas silbadas de lenguajes tonales, el silbo funciona manteniendo aproximadamente la articulación del habla ordinaria, de forma que «las variaciones de timbre del habla aparecen como variaciones de tono» (Busnel y Clase). Las vocales se indican con tonos planos.

### Interés para la xenolingüística
El silbo gomero ha sido considerado de interés por el Dr Laurance Doyle del Instituto SETI en el estudio de lenguas animales e hipotéticas lenguas extraterrestres, debido a su capacidad para codificar naturalmente el lenguaje de un modo distinto al de los idiomas humanos comunes.

## Obras cinematográficas
- "Con la mano en el agua", con guion y dirección de Manuel Mora Morales, es un cortometraje sobre el Silbo Gomero que relata un viaje a las raíces de la isla en busca de la identidad. Ver enlaces externos.
- "Guarapo (película)", dirigida por los hermanos Ríos, es un largometraje ambientado en la isla de La Gomera durante la posguerra española. Relata la historia de Benito (Luis Suárez), apodado Guarapo, un joven que sueña con emigrar a América para labrarse un futuro mejor. "Guarapo" es una película en la que se muestra fielmente la vida en la isla por aquel entonces cuando el silbo tenía una fuerte presencia en la sociedad gomera siendo una herramienta indispensable para la comunicación insular dada la abrupta geografía que modela a la isla.
- "La Gomera (película)", es una película rumana que narra el viaje de un policía y agente de la mafia que viaja a la isla de La Gomera para aprender el silbo gomero, a fin de utilizar la ancestral forma canaria para comunicarse con la mafia evadiendo la vigilancia policial y conseguir sacar de la cárcel a Zsolt, el único que sabe donde están escondidos 30 millones de euros.